# Сигнал (зупинний пункт)
Сигна́л — пасажирський залізничний зупинний пункт Жмеринської дирекції Південно-Західної залізниці на електрифікованій лінії Козятин I — Жмеринка між станціями Козятин I (4,2 км) та Кордишівка (2,4 км). Розташований в селі Сигнал Хмільницького району Вінницької області.

## Історія
Відкритий у 1954 році, як блокпост Сигнал.
У 1977 році електрифікований змінним струмом (~25 кВ) в складі дільниці Козятин I — Жмеринка.

## Пасажирське сполучення
На платформі Сигнал зупиняються приміські електропоїзди сполученням Козятин I — Жмеринка.
З однією пересадкою існує можливість дістатися зі сторони Козятина до станцій:
- Погребища, Тетієва, Жашкова, Липовця, Оратова, Христинівки;
- Бердичева, Шепетівки, Житомира, Коростеня;
- Фастова, Києва.

З однією пересадкою у Жмеринці — до станцій Вапнярка, Могилів-Подільський, Бар, Хмельницький.